# Абдулає Діалло
Абдулає Діалло (фр. Abdoulaye Diallo; нар. 20 березня 1992, Реймс) — сенегальський і французький футболіст, воротар «Генчлербірлігі» та національної збірної Сенегалу.

## Клубна кар'єра
Вихованець юнацьких команд футбольних клубів «Реймс», ІНФ Клерфонтен та «Ренн». 29 листопада 2009 року в матчі проти «Ліона» він дебютував у Лізі 1 у складі останнього. Абдулає не був основним воротарем команди, програвши конкуренцію Ніколя Душе і для отримання ігрової практики виступав за дублюючий склад.
На початку 2014 року Діалло на правах оренди перейшов в «Гавр» з Ліги 2. 3 лютого 2014 року в матчі проти «Нансі» він дебютував за команду у чемпіонаті. Загалом протягом півтора року був основним воротарем команди, зігравши 50 матчів у чемпіонаті.
Повернувшись влітку 2015 року до рідного клубу, Діалло знову не зміг стати основним воротарем команди, програючи конкуренцію за місце у воротах Бенуа Костілю. Через це влітку 2016 року Абдулайє був відданий в оренду в турецький «Чайкур Різеспор». У матчі проти команди «Акхісар Беледієспор» він дебютував у турецькій Суперлізі. По закінченні оренди, за період якої провів 19 матчів у чемпіонаті, Діалло повернувся в «Ренн». Але вкотре закріпитись у рідній команді не зумів, програвши на цей раз конкуренцію чеху Томашу Коубеку.

## Виступи за збірні
У 2010 році у складі юнацької збірної Франції Діалло виграв домашній юнацький (U-19) чемпіонат Європи, на якому зіграв у всіх п'яти матчах.
Протягом 2011—2012 років залучався до складу молодіжної збірної Франції.
У 2015 році Діалло вирішив виступати у складі національної збірної Сенегалу. 28 березня в товариському матчі проти збірної Гани він дебютував за команду своєї історичної батьківщини.
У складі збірної Сенегалу був учасником Кубка африканських націй 2017 року у Габоні та чемпіонату світу 2018 року у Росії.
У липні 2019 після завершення контракту з «Ренном», Діалло перейшов до турецького «Генчлербірлігі». Розпочав сезон як основний воротар, проте, пропустивши 7 м'ячів у перших трьох матчах чемпіонату, програв конкуренцію іншому новачкові команди Ертачу Озбіру.
| Дата       | Місто         | Господарі        | Результат               | Гості                | Турнір                                      | Голи | Примітки |
| ---------- | ------------- | ---------------- | ----------------------- | -------------------- | ------------------------------------------- | ---- | -------- |
| 28-3-2015  | Гавр          | Сенегал          | 2 – 1                   | Гана                 | товариський матч                            | -1   |          |
| 13-06-2015 | Дакар         | Сенегал          | 3 – 1                   | Бурунді              | Відбір до Кубка африканських націй 2017     | -1   |          |
| 5-9-2015   | Віндгук       | Намібія          | 0 – 2                   | Сенегал              | Відбір до Кубка африканських націй 2017     | -    |          |
| 13-10-2015 | Алжир (місто) | Алжир            | 1 – 0                   | Сенегал              | товариський матч                            | -1   |          |
| 13-11-2015 | Антананаріву  | Мадагаскар       | 2 – 2                   | Сенегал              | Відбір до ЧС 2018                           | -2   |          |
| 17-11-2015 | Дакар         | Сенегал          | 3 – 0                   | Мадагаскар           | Відбір до ЧС 2018                           | -    |          |
| 26-3-2016  | Дакар         | Сенегал          | 2 – 0                   | Нігер                | Відбір до Кубка африканських націй 2017     | -    |          |
| 29-3-2016  | Ніамей        | Нігер            | 1 – 2                   | Сенегал              | Відбір до Кубка африканських націй 2017     | -1   | 72'      |
| 8-10-2016  | Дакар         | Сенегал          | 2 – 0                   | Кабо-Верде           | Відбір до ЧС 2018                           | -    |          |
| 12-11-2016 | Полокване     | ПАР              | 2 – 1                   | Сенегал              | Відбір до ЧС 2018                           | -2   |          |
| 11-1-2017  | Браззавіль    | Республіка Конго | 0 – 2                   | Сенегал              | товариський матч                            | -    |          |
| 15-1-2017  | Франсвіль     | Туніс            | 0 – 2                   | Сенегал              | Кубок африканських націй 2017 - 1-й етап    | -    |          |
| 19-1-2017  | Франсвіль     | Сенегал          | 2 – 0                   | Зімбабве             | Кубок африканських націй 2017 - 1-й етап    | -    |          |
| 29-1-2017  | Франсвіль     | Сенегал          | 0 – 0 д.ч. (4 - 5 п.п.) | Камерун              | Кубок африканських націй 2017 - чвертьфінал | -    |          |
| 27-3-2017  | Париж         | Кот-д'Івуар      | 1 – 1                   | Сенегал              | товариський матч                            | -1   |          |
| 10-6-2017  | Дакар         | Сенегал          | 3 – 0                   | Екваторіальна Гвінея | Відбір до Кубка африканських націй 2019     | -    |          |
| 27-3-2018  | Дакар         | Сенегал          | 0 – 0                   | Боснія і Герцеговина | товариський матч                            | -    |          |
| 8-6-2018   | Осієк         | Хорватія         | 2 – 1                   | Сенегал              | товариський матч                            | -2   |          |
| Усього     |               | Матчів           | 18                      |                      | Голів                                       | -11  |          |

## Титули і досягнення
- Володар Кубка Франції (1):

«Ренн»: 2018-19
- Чемпіон Європи (U-19): 2010
- Срібний призер Кубка африканських націй: 2019